# Tapio Saramäki
Tapio Antero Saramäki, född 12 juni 1953 i Orivesi, är en finländsk ingenjör och professor emeritus. Han har sedan 1981 varit pionjär inom digital signalbehandling (DSP) i Finland. Både hans ingenjörsexamen (1978) och hans doktorsavhandling (1981) var de första inom digital signalbehandling vid Tammerfors tekniska högskola.

## Utbildning
Saramäki studerade vid Tammerfors tekniska högskola, där han avlade ingenjörsexamen i elektroteknik 1978 och doktorsexamen i elektroteknik 1981.

## Priser
- Circuits and Systems Society's Guillemin-Cauer Award (1988).[4][5]
- IEEE Fellow (2002) for contributions to the design and implementation of digital filters and filter banks.[4]
- The Journal of Circuits, Systems, and Computers Best Paper Award (2003).[4]
- Circuits and Systems Society's Guillemin-Cauer Award (2006).[4][5]

## Böcker
- Saramäki, Tapio: Finite impulse response filter design, Chapter 4 in Handbook for Digital Signal Processing, edited by Sanjit K. Mitra and James F. Kaiser, John Wiley and Sons, New York, 1993, pp. 155–277. (Saramäki window) ISBN 978-0471619956.[3]
- Wanhammar, Lars & Saramäki, Tapio: Digital Filters Using MATLAB. Springer, 2020. 798 sidor. ISBN 978-3-030-24062-2.[4]